# Sermoise
Sermoise település Franciaországban, Aisne megyében. Lakosainak száma 347 fő (2022. január 1.). Sermoise Acy, Ciry-Salsogne, Condé-sur-Aisne és Missy-sur-Aisne községekkel határos.

## Népesség
A település népessége az elmúlt években az alábbi módon változott:
| Lakosok száma | 302  | 300  | 361  | 319  | 339  | 340  | 349  | 358  | 361  | 347  |
|               | 1968 | 1982 | 1990 | 2006 | 2013 | 2015 | 2017 | 2019 | 2020 | 2022 |